# 京町温泉
京町温泉（きょうまちおんせん）は、宮崎県えびの市（旧国日向国）にある温泉。県を代表する温泉である。京町温泉郷とも呼ばれる。

## 温泉街

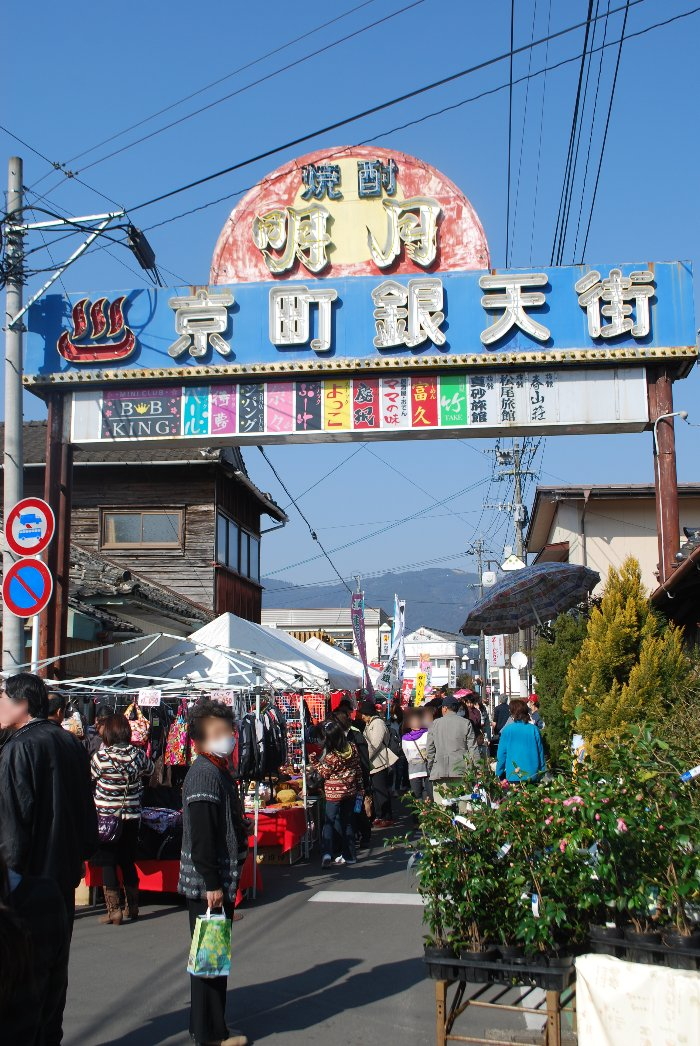
京町銀天街看板

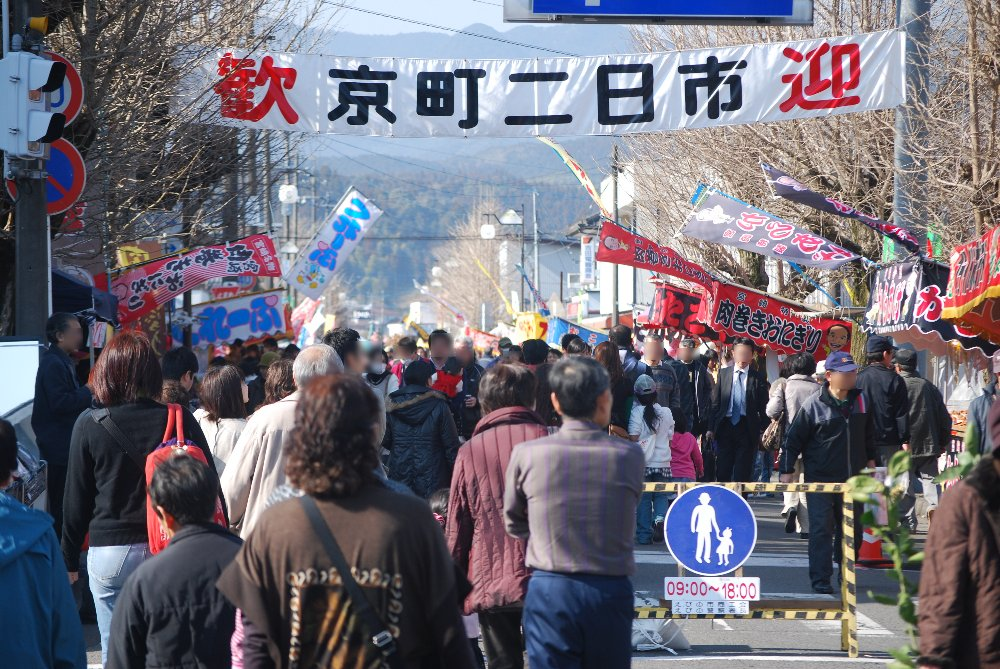
二日市のにぎわい

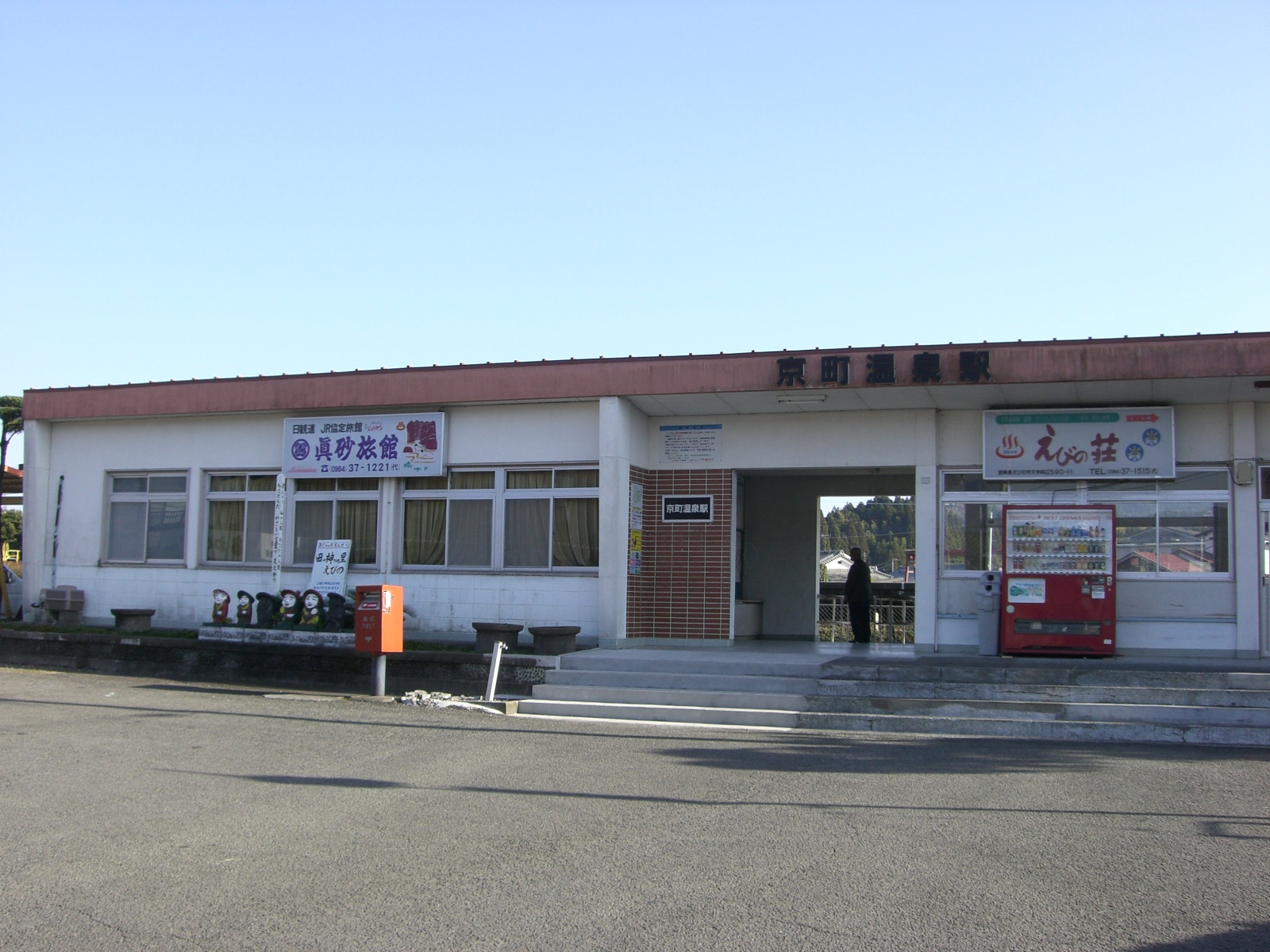
京町温泉駅（JR吉都線）

温泉街としての規模は、温泉資源の乏しい宮崎県では随一といえるが、昔ながらの住宅街の中に中小規模の旅館が軒を並べる、ひっそりとした雰囲気である。周囲を霧島連山に抱かれるなど景観に優れ、歓楽色はさほどなく、主として保養向けである。また、えびの高原、霧島方面の観光中継地としても利用される。地元の田の神「タノカンサァ」の石像がシンボルとなっている。近年は趣向を凝らした変わり種の風呂も人気がある。
また京町温泉駅周辺には、若干の歓楽的要素をもつ商店街「京町銀天街」がある。普段は閑散としていることも多いが、毎年2月に行われる「京町二日市」の時にはかなりの賑わいを見せる。この市は、京町温泉開発とともに90年の伝統を持つもので、南九州随一のマンモス市としても有名である。
なお、毎年7月の第3土曜日には、「えびの京町温泉夏祭り花火大会」が行われている。このイベントは川内川の河川敷で行われ、京町の温泉街から約8000発の花火が上がる景観や加久藤盆地に響き渡る大音響を楽しむことができる。宮崎県はもとより、隣接する熊本県や鹿児島県からも多くの観光客が訪れる。

### 宿泊施設
- 京町観光ホテル
- 十兵衛の宿
- 松尾旅館
- 玉泉館 - ウェイバックマシン（2000年10月17日アーカイブ分）
- あけぼの荘
- スパ・プラザ湯遊 - archive.today（2013年4月27日アーカイブ分）
- あわじ荘 - ウェイバックマシン（2009年11月26日アーカイブ分）
- 華の湯
- 春山荘
- いこい荘

### 温泉街内のその他の施設
- 京町温泉駅 - JR吉都線
- えびの市真幸支所
- 京町共立病院
- プラッセだいわえびの店（旧・ジャンクえびの寿屋ショッピングセンター）
- 京町銀天街

## 泉質・効能
- 泉質：弱アルカリ単純泉
- 泉温：45 ~ 68℃
- 源泉数：43
- 湯量：平均60リットル／分
- 飲用：可
- 効能：神経痛、筋肉痛、関節痛、疲労回復、五十肩、冷え性、切り傷、やけど、慢性消化器病など[4]

## 歴史
大正初期の開湯である。掘削中の落雷によって突如噴出したといわれるため、昔は雷温泉と呼ばれていた。

## アクセス
- 鉄道：JR吉都線 - 京町温泉駅下車
- 自動車：九州自動車道・えびのICから国道268号経由で約5分。